# Nikolaj Matemjanovič Sipjagin
Nikolaj Matemjanovič Sipjagin (rusko Николай Мартемьянович Сипягин), ruski general, * 1785, † 1828.
Bil je eden izmed pomembnejših generalov, ki so se borili med Napoleonovo invazijo na Rusijo; posledično je bil njegov portret dodan v Vojaško galerijo Zimskega dvorca.

## Življenje
Leta 1799 se je kot študent pridružil ministrstvu za zunanje zadeve. 2. februarja 1800 je bil kot kadet sprejet v Semjonovski polk; 30. januarja 1804 je bil povišan v zastavnika. 
19. septembra 1808 je postal polkovni adjutant; uredil je polkovno knjižnico in napisal prvo polkovno zgodovino. 14. julija 1811 je bil povišan v adjutanta poveljnika in 26. decembra naslednje leto še v polkovnika.  
15. septembra 1813 je bil povišan v generalmajorja in 2. aprila 1814 še v generaladjutanta. Po koncu vojne je postal načelnik štaba dvornega korpusa. V tej vlogi je ustanovil vojaško publikacijo, knjižnico in tiskarno. 10. marca 1819 je postal poveljnik 6. pehotne divizije; veliko pozornost je namenil vojaški izobrazbi častnikov in vojakov. 22. avgusta 1826 je bil povišan v generalporočnika in imenovan za poveljnika začasne divizije 5. pehotnega korpusa. 
28. marca 1827 je bil imenovan za vojaškega guvernerja Tbilisija; v tem času se je bojeval proti Perzijcem in Turkom. 